# Bree Mills
Pour les articles homonymes, voir Mills.
Bree Mills est une réalisatrice et productrice de films pornographiques américaine.

## Biographie
Bree Mills grandit en Ontario au Canada où son père fait son coming out alors qu'elle a huit ans.
Elle commence sa carrière dans le marketing, chez Tower Records, puis chez Gamma Entertainment, postes qu'elle occupe pendant une dizaine d'années.
Elle devient ensuite directrice de la maison de production Gamma Films et de la compagnie Gamma Entertainment, toutes les deux basées à Montréal, et en est directrice de la création en 2020. Elle spécialise dans les films pornographiques avec exclusivement des femmes avec la société de production Girlsway. Ses films sont centrés sur ses actrices féminines, ne faisant jamais des acteurs masculins des personnages importants.
Son film de 2015, The Turning: A Lesbian Horror Story, réalisé conjointement avec Stills By Alan, racontant par moquerie l'histoire d'une fille ayant ingéré le virus du lesbianisme et le propageant à l'ensemble de la société, est nommé aux AVN Awards 2016 dans la catégorie « meilleur réalisateur ».
Elle gère également le site Pure Taboo, ouvert en 2017 et dont la moitié de la production consiste en « fauxcest » (acronyme pour faux inceste). En 2018, sa compagnie reçoit cinq AVN Award dont celui du Meilleur film de l'année pour Half His Age: A Teenage Tragedy.
En novembre 2018, elle sort son premier film pornographique trans avec l'actrice Venus Lux en tête d'affiche.
Elle ouvre en 2019 une plateforme payante proposant des films de tous horizons en straming, Adult Time — filiale de Gamma Entertainment —, qui affiche plus de 100 000 abonnés,. S'inspirant du modèle Netflix face aux contenus gratuits de YouTube, elle a pour objectif est de lutter contre la toute puissance de YouPorn, en mettant en ligne des films de meilleure qualité et sans publicité. Elle y propose des séries spécialisées par genre, telles que Shape of Beauty, présentant des physiques très typés, Transfixed, mettant en scène des personnes transgenre, ou Age and Beauty, où jouent des femmes d'âge mûr. Les titres des séries sont soigneusement pensés en amont par une équipe de préproduction afin de maximiser les clics. Le site interagit d'autre part avec ses abonnés, en leur demandant de proposer des idées de scénarios et de titres, lesquels sont quelques fois retenus.
En 2020, son film Teenage Lesbian remporte plusieurs titres aux AVN Awards, dont celui de meilleur film de l'année.
Stars, tourné en 2022 sous sa direction par l'actrice pornographique Jane Wilde, est inspirée par les expériences de cette dernière, qui souhaitait témoigner de la façon dont elle avait été exploitée alors qu'encore adolescente, elle avait fait confiance  à un mentor qui l'avait poussée à une carrière de webcam girl isolée, en ne lui restituant que de maigres part des rémunérations engendrées.

## Vie privée
Elle est mariée à l'actrice de films pornographique Sara Luvv,.

## Orientation de son travail
Bree Mills poursuit une tendance du porno féministe initiée dans les années 1970 par Suze Randall, Tristan Taormino ou Annie Sprinkle. Elle affiche l'ambition d'élever le niveau général des contenus proposés, en revendiquant croire à « au story telling, au porno personnel, inclusif, sain, un porno qui rend les gens qui le font et ceux.celles qui le consomment heureux.ses » . Pour Les Inrockuptibles, qui juge le discours comme relevant peut-être d'un marketing rodé, elle est toutefois la meilleure représentante des changements en cours dans le milieu, qui met notamment en avant la notion de consentement.
Son public est majoritairement masculin et hétérosexuel.

## Distinctions
- 2017 : XBIZ Award de la Réalisatrice de l'année[12]
- 2017 : AVN Award du Film de l'année pour Half His Age[12]
- 2020 : AVN Award du film de l'année pour Teenage Lesbian[4]